# Феофилакт (Курьянов)
Архиепи́скоп Феофила́кт (в миру Дени́с Анато́льевич Курья́нов; род. 27 августа 1974, Грозный) — архиерей Русской православной церкви, архиепископ Пятигорский и Черкесский, управляющий приходами Патриаршего благочиния в Туркменистане. Участник Поместного Собора 2009 года.
Тезоименитство 8 (21) марта (преподобного Феофилакта исповедника, епископа Никомидийского)

## Биография
Денис Анатольевич Курьянов родился 27 августа 1974 года в семье военных в городе Грозном Чечено-Ингушской АССР, ныне столица Чеченской Республики. Отец — лётчик: «Воспитывался в казачьей семье, где всегда особо чтились православные традиции, поэтому в православии я был с самого раннего возраста». У Дениса есть сестра, проживает в Смоленске, медик в детском саду.
В 1991 году окончил среднюю школу.
В 1992 году по рекомендации настоятеля храма Михаила Архангела г. Грозного протоиерея Петра Нецветаева, где на протяжении пяти лет нес алтарно-клиросное послушание, поступил учиться в Ставропольскую духовную семинарию.
5 апреля 1994 года митрополитом Ставропольским и Владикавказским Гедеоном (Докукиным) был пострижен в монашество с наречением имени Феофилакт в честь преподобного Феофилакта исповедника, епископа Никомидийского. 23 апреля епископом Верейским Евгением (Решетниковым) был рукоположён в иеродиаконский, а 5 июня того же года, тем же епископом — в иеромонашеский сан.
В 1996 году окончил Ставропольскую духовную семинарию и был назначен настоятелем строящегося храма в посёлке Рыздвяный Изобильненского района Ставропольского края.
18 мая 1998 года назначен на должность благочинного православных церквей Благодарненского округа и настоятелем Александро-Невского храма города Благодарного Ставропольского края.
В 2000 году поступил в Институт дружбы народов Кавказа в городе Ставрополе, который окончил в 2004 году по специальности «Психология».
В апреле 2001 года был возведён в сан игумена и назначен благочинным Изобильненского округа и настоятелем Никольского храма города Изобильного.
1 сентября 2002 года назначен преподавателем литургики в Ставропольской духовной семинарии.
В 2003 году для продолжения духовного образования он поступил на заочное отделение Московской духовной академии (окончил в 2007 году).
В апреле 2004 года назначен настоятелем строящегося Спасо-Преображенского храма в городе Изобильном.
С декабря 2004 года нёс послушание секретаря епископа Ставропольского и Владикавказского.

### Архиерей
19 июля 2006 года Священный синод РПЦ избрал игумена Феофилакта епископом Магнитогорским, викарием Челябинской епархии.
28 августа 2006 года в Успенском соборе Московского Кремля Патриархом Алексием II возведён в сан архимандрита.
22 сентября 2006 был в домовом храме Всех Святых, в Земле Российской просиявших, Патриаршей резиденции Свято-Данилова монастыря наречён в сан епископа Магнитогорского, викария Челябинской епархии
24 сентября 2006 года в Храме Христа Спасителя состоялась его епископская хиротония, которую совершили: Патриарх Московский и всея Руси Алексий II, митрополиты Крутицкий и Коломенский Ювеналий (Поярков), митрополит Калужский и Боровский Климент (Капалин), митрополит Челябинский и Златоустовский Иов (Тывонюк), архиепископ Истринский Арсений (Епифанов), архиепископ Верейский Евгений (Решетников), архиепископ Элистинский и Калмыцкий Зосима (Остапенко), епископ Филипопольский Нифон (Сайкали) (Антиохийский Патриархат), епископ Красногорский Савва (Волков), епископ Бакинский и Прикаспийский Александр (Ищеин), епископ Ставропольский и Владикавказский Феофан (Ашурков), епископ Бронницкий Амвросий (Ермаков), епископ Ейский Тихон (Лобковский).
30 января 2008 года на заседании Церковно-исторической кафедры Московской духовной академии под председательством профессора А. К. Светозарского защитил дипломную работу «Духовные учебные заведения в Северной Осетии».
После кончины епископа Курганского и Шадринского Михаила, 11 августа 2008 года указом Патриарха Московского и всея Руси Алексия II епископ Феофилакт был назначен временно управляющим Курганской епархией.
6 октября 2008 года решением Священного синода РПЦ назначен епископом Бронницким, викарием Московской епархии, с поручением управления приходами Патриаршего благочиния в Туркменистане.
31 марта 2009 года решением Священного синода РПЦ епископ Феофилакт назначен правящим архиереем Смоленской и Вяземской епархии с сохранением обязанностей по архипастырскому окормлению православных приходов в Туркменистане.
22 марта 2011 года решением Священного синода РПЦ переведён на новообразованную Пятигорскую и Черкесскую кафедру.
Решением Священного синода от 16 марта 2012 года утверждён в должности настоятеля (священноархимандрита) Успенского Второ-Афонского Бештаугорского мужского монастыря города Лермонтова Ставропольского края.
1 февраля 2014 года в кафедральном соборном Храме Христа Спасителя во внимание к усердным трудам был возведён в сан архиепископа.
4 февраля 2016 года в связи с болезнью архиепископа Владикавказского и Аланского Зосимы (Остапенко) назначен временно управляющим Владикавказской епархией. 3 июня 2016 года Священный Синод удовлетворил прошение архиепископа Зосимы о почислении на покой по состоянию здоровья, епископом назначен Леонид (Горбачёв).
В июне 2021 года после смерти архиепископа Александра (Ищеина) был назначен временным управляющим Бакинской епархии.
Решением Священного Синода Русской Православной Церкви (журнал № 6 от 20 марта 2025 года) в пределах Чеченской Республики и Республики Ингушетия учреждена Грозненская епархия, с выделением её из состава Махачкалинской епархии.
Правящему архиерею Грозненской епархии благословлено иметь титул «Грозненский и Сунженский». Правящему архиерею Махачкалинской епархии благословлено иметь титул «Махачкалинский и Дербентский».
Временное управление Грозненской епархией поручено Преосвященному архиепископу Пятигорскому и Черкесскому Феофилакту.

## Награды
- Орден Почёта (8 февраля 2024) — за вклад в сохранение и развитие духовно-нравственных традиций, многолетнюю благотворительную и общественную деятельность[15][16]
- Орден «За заслуги перед Карачаево-Черкесской Республикой» (12 июня 2017) — за значительный вклад в развитие духовных и культурных традиций, укрепление межконфессионального согласия[17]
- Медаль «За заслуги перед Ставропольским краем» (5 декабря 2013)[18]
- Орден преподобного Сергия Радонежского III степени (18 ноября 2024 года)